# Rula Dashti
Rula Dashti, född 1964, är en kuwaitisk ekonom och liberal politiker som sedan maj 2009 är ledamot i Kuwaits parlament. Hon är en stark förespråkare för demokratiska och ekonomiska reformer i landet.  
Efter att regeringen i Kuwait 2005 införde kvinnlig rösträtt ställde hon upp i det efterföljande valet som hölls den 29 juni 2006. Hon blev då den kvinnan som klarade sig bäst med totalt 1.539 röster, vilket ledde till en femteplats i hennes valkrets. I valet den 17 maj 2009 blev hon och tre andra kvinnor de första kvinnliga parlamentsledamoten i landet. 
Dashti är utbildad i USA och har en doktorstitel i ekonomi. Hon blev 2008 utsedd av Financial Times som en av Arabvärldens mest framträdande kvinnorna.